# Guliái-Borísovka
Guliái-Borísovka (del ruso: Гуля́й-Бори́совка) es un jútor del raión de Zernograd del óblast de Rostov de Rusia. Está situado en la orilla izquierda del río Elbuzd, afluente del río Kagalnik, 25 km al suroeste de Zernograd y 76 km al sureste de Rostov del Don, la capital del óblast. 
Es cabeza del municipio Guliái-Borísovskoye, al que también pertenecen Bakinski, Boldinovka, Bolshiye Elbúzdovskiye, Záimishche, Zarechni, Irínovka, Kosenko, Kugoyeiski, Léninka, Nizhnekugoyeiski, Nóvaya Poliana, Novoaleksándrovski, Novoivánovka y Oktiábrskoye.

## Historia
La localidad fue fundada en 1858 por orden del sótnik Borís Podzéiev. Su nombre deriva del de su fundador y significa Fiestea, Borísovka, el llamamiento con el que, según la leyenda, cada año otoño inauguraba la fiesta de fin de la recolecta de la cosecha el sótnik. A principios del siglo XX tenía 3956 habitantes. Hasta 1920 formaba parte del otdel de Novocherkask del óblast del Voysko del Don.

## Personalidades
- Vasili Statsenko (1922-1967), militar soviético, Héroe de la Unión Soviética.